# Sigurd Ibsen
Sigurd Ibsen, född 23 december 1859 i Kristiania (nuvarande Oslo), död 14 april 1930 i Freiburg im Breisgau i Baden-Württemberg, Tyskland, var en norsk jurist, författare och politiker.

## Biografi
Sigurd Ibsen var son till författaren Henrik Ibsen och dennes hustru Suzannah Thoresen. 1892 gifte sig Sigurd Ibsen med Bergliot Bjørnson, dotter till Bjørnstjerne Bjørnson, och fick med henne sonen Tancred Ibsen.
Ibsen avlade en juris doktorsexamen i Rom 1882, var i diplomattjänst 1885–1889 och därefter expeditionschef i inrikesdepartementet 1899–1902. Han var ledamot av statsrådsavdelningen i Stockholm under Otto Blehr 1902–1903 och därefter som dess chef Norges statsminister i Stockholm 1903–1905. Ibsen var en central person vid upplösningen av unionen mellan Sverige och Norge. Från 1906 var han ledamot av Internationella skiljedomstolen i Haag. Ibsen utövade ett flitigt författarskap, omfattande ämnen från politik och statsrätt till filosofi och dramatik.

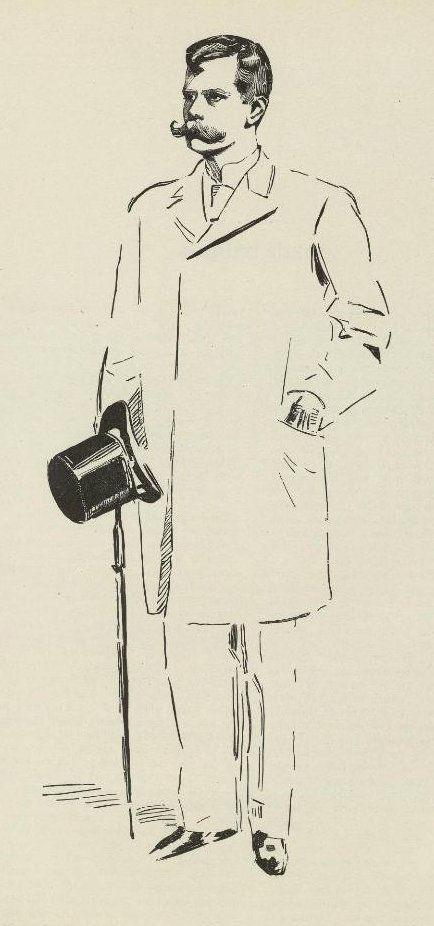
Sigurd Ibsen tecknad av Christian Krohg.

Som politiker representerade han partiet Venstre.